# 泉佐野センタービル
泉佐野センタービル（いずみさの - ）は、大阪府泉佐野市の超高層ビルである。

## 概要
地上17階・地下2階建てで高さは約95m、竣工は1992年（平成4年）3月である。泉佐野市では初めての超高層建築物であった。1996年にりんくうゲートタワービルが完成し市内2位の高さとなっている。
商業棟のほか、サウスコア21と呼ばれる住宅棟がある。
かつて商業棟には泉佐野市役所の窓口（市民サービスセンター･消費生活センター･観光情報センター等）があったが、南海本線泉佐野駅の高架工事完成に伴い、2009年（平成21年）10月1日に駅前高架下に移転した。